# Planococcus radicum
Planococcus radicum är en insektsart som beskrevs av Watson och Cox 1990. Planococcus radicum ingår i släktet Planococcus och familjen ullsköldlöss. Inga underarter finns listade i Catalogue of Life.